# Niels Turin Nielsen
Niels Christian Congo Turin Nielsen (Frederiksberg, 22 januari 1887 - Frederiksberg, 9 juni 1964) was een Deens turner. 
Nielsen behaalde met de Deense ploeg de vierde plaats in de landenwedstrijd tijdens de Olympische Zomerspelen 1908.
Twaalf jaar later tijdens Nielsens tweede olympische optreden in Antwerpen behaalde Nielsen de gouden medaille in de landenwedstrijd volgens het vrij systeem.

## Resultaten

### Olympische Zomerspelen
| Jaar | Plaats    | Resultaten                         |
| ---- | --------- | ---------------------------------- |
| 1908 | Londen    | 4e in de landenwedstrijd           |
| 1920 | Antwerpen | in de landenwedstrijd vrij systeem |